# Tropidosaura montana
Tropidosaura montana là một loài thằn lằn trong họ Lacertidae. Loài này được Duméril & Bibron mô tả khoa học đầu tiên năm 1839.

## Phân loài
- Tropidosaura montana montana (GRAY 1831)
- Tropidosaura montana natalensis FITZSIMONS 1947
- Tropidosaura montana rangeri HEWITT 1926